# Het Oerd
Het Oerd of  't Oerd is een relatief omvangrijk natuurgebied aan de oostzijde van het Nederlandse waddeneiland Ameland. Het is een oud en begroeid duinencomplex, waarvan de Oerdblinkert met +24 meter het hoogste duin van het eiland is. Aan de voet hiervan staat een schuilhut, op de top staat een informatiepaneel en een oriëntatietafel. Het gebied is, samen met het oostelijker gelegen natuurgebied De Hon, in beheer bij It Fryske Gea.

## Informatie
Het Oerd bestaat uit een landschap van oude hoge duinen en vochtige duinvalleien waar het zeewater via geulen vrij in- en uitstroomt. In het oosten ligt De Hon, een uitgestrekt dynamisch strandlandschap waar zich duinen en kwelders vormen. Het natuurgebied is aantrekkelijk voor veel vogelsoorten. In het oostelijke gedeelte van de oude duinen bestaat een zilvermeeuwkolonie met zo'n 3.000 paren. Ook de stormmeeuw heeft er enkele broedkolonies. Andere broedvogels zijn onder meer de blauwe en bruine kiekendief, wulp, kluut, visdief, tapuit en sprinkhaanrietzanger.
Het gebied kent een rijke en gevarieerde plantengroei, die profiteert van de grote afwisseling in het landschap. Er zijn lage zandvlaktes en hoge duinen, droge en natte biotopen met zout- of zoetwater, sommige delen zijn kalkarm en andere juist kalkrijk.

## Trivia
- Een bekende sage is die van Rixt van Oerd, een heks/strandjutster die in een hutje op Het Oerd woonde.
- De naam Oerd is afkomstig van een verdronken dorp dat ooit op die plek gelegen heeft.
- De veerboot MS Oerd naar Ameland is vernoemd naar het Oerd.

Aeltsjemar
· De Alde Feanen
· Bakkeveense Duinen
· Bancopolder
· Bekhofschaans
· Bjirmen
· Blauhúster Puollen
· Bocht fan Molkwar
· Botmar
· Bouwepet
· Buismans Einekoai
· Bûtenfjild
· Van Coehoornbosk
· Delleboersterheide
· Diakonieveen
· Dobbe Stienser Aldlân
· Dobben Hurdegarypsterwarren
· Dunegeaster- en Follegeasterpolder
· Dyksfearten
· Eanjumerkolken
· Easterskar
· Einekoai Piaam
· Einekoaien Lytse Geast
· De Fluezen
· Grikelân en Turkije
· Grutte Wielen
· Heide Hulstreed
· De Hon
· Huitebuersterbûtenpolder
· Joodse begraafplaats Tacozijl
· Joodse begraafplaats Noordwolde
· Kapellepôle
· Ketelermar
· Ketliker Skar
· Kobbelân
· Lendebos
· Lindevallei
· Liphústerheide
· Makkumersúdmar
· Makkumerwaarden
· Mandefjild
· Martenastate
· Meulebos
· Meulereed
· Mokkebank
· Mûntsebuorsterpolder
· Noard-Fryslân Bûtendyks
· 't Oerd
· Ottema Wiersma reservaat
· Park Huize Olterterp
· Park Jongemastate
· Peazemerlannen
· Petgatten De Feanhoop
· Polders Koarnwert
· Ringwiel
· Rysterbosk
· De Ryp
· Schaopedobbe
· Séfonsterpolder
· Sippen-finnen
· Skiedingsboskje
· Slachtedyk
· Steile Bank
· Stokersdobbe
· Sudermarpolder
· Syp Set
· Taconisbosk
· Tsjongerwâlen
· Teroelster Sipen
· Unlân fan Jelsma
· Van Asperen einekoaien
· Warkumermar
· Warkumerwaard
· 't West
· Wilhelmina-oard
· Ychtenerfeanpolder